# Camilla Adão
Camilla Barreto Adão est une ancienne joueuse brésilienne de volley-ball née le 20 juin 1984 à Rio de Janeiro. Elle mesure 1,76 m et jouait au poste de passeuse. Elle a mis un terme à sa carrière de volleyeuse professionnelle en octobre 2017.

## Biographie
Elle est la fille de Cláudio Adão ancien footballeur international brésilien. Son frère Felipe Barreto Adão est également footballeur brésilien.

## Clubs
| Club                         | De        | À         |
| ---------------------------- | --------- | --------- |
| Clube de Regatas do Flamengo | 1998-1999 | 1999-2000 |
| Vasco da Gama                | 2000-2001 | 2000-2001 |
| Rio de Janeiro Volêi Clube   | 2002-2003 | 2003-2004 |
| AD Brusque                   | 2004-2005 | 2004-2005 |
| Rio de Janeiro Volêi Clube   | 2005-2006 | 2007-2008 |
| AD Brusque                   | 2008-2009 | 2008-2009 |
| Rio de Janeiro Volêi Clube   | 2009-2010 | 2009-2010 |
| Macaé Sports                 | 2010-2011 | 2010-2011 |
| Esporte Clube Pinheiros      | 2011-2012 | 2011-2012 |
| Praia Clube                  | 2012-2013 | 2012-2013 |
| Brasília Vôlei               | 2013-2014 | 2013-2014 |
| Vôlei Bauru                  | 2015-2016 | 2015-2016 |
| Rio de Janeiro Volêi Clube   | 2016-2017 | 2016-2017 |

## Palmarès

### Équipe nationale
- Championnat du monde des moins de 20 ans
  - Vainqueur : 2003.

### Clubs
- Championnat du Brésil
  - Vainqueur : 2006, 2007, 2008, 2017.
  - Finaliste : 2001, 2010.
- Coupe du Brésil
  - Vainqueur : 2007, 2017.
- Supercoupe du Brésil
  - Vainqueur : 2016.
- Championnat sud-américain des clubs
  - Vainqueur : 2017.
  - Finaliste : 2009.
- Championnat du monde des clubs
  - Finaliste : 2017.